# Zofenopril
Zofenopril (INN) là một loại thuốc bảo vệ tim và giúp giảm huyết áp. Nó là một chất ức chế men chuyển angiotensin (ACE).
Trong các nghiên cứu nhỏ, zofenopril có hiệu quả rõ rệt hơn trong việc giảm huyết áp so với hai loại thuốc hạ huyết áp cũ là atenolol và enalapril và có liên quan đến tác dụng phụ ít hơn.
Zofenopril là một tiền chất với zofenoprilat là chất chuyển hóa hoạt động.
Nó được cấp bằng sáng chế vào năm 1978 và được chấp thuận cho sử dụng y tế vào năm 2000.